# Séchault
Séchault település Franciaországban, Ardennes megyében. Lakosainak száma 60 fő (2022. január 1.). Séchault Ardeuil-et-Montfauxelles, Bouconville, Challerange, Marvaux-Vieux, Montcheutin, Monthois, Fontaine-en-Dormois és Gratreuil községekkel határos.

## Népesség
A település népessége az elmúlt években az alábbi módon változott:
| Lakosok száma | 77   | 65   | 57   | 82   | 64   | 63   | 61   | 59   | 59   | 60   |
|               | 1968 | 1982 | 1990 | 2006 | 2013 | 2015 | 2017 | 2019 | 2020 | 2022 |